# 迪瓦查市鎮

迪瓦查市鎮於斯洛維尼亞的位置

迪瓦查市鎮是斯洛文尼亞西南部的一個市镇，行政中心为迪瓦查。市镇面積为147.8平方公里，2002年人口数量为3329人。人口密度約26人/km2。

## 外部連結
- 官方网站  （斯洛文尼亚文）
- Municipality of Divača on Geopedia （页面存档备份，存于）